# 谢村
谢村（法語：Chaix，法語發音：[ʃɛ]）是法国卢瓦尔河地区大区旺代省的一个旧市镇，属于丰特奈勒孔特区。2019年，谢村与市镇欧宰合并为新市镇旺代河畔欧谢。

## 地理
谢村（46°25'57"N, 0°51'19"W）面积7.37 平方千米，位于法国卢瓦尔河地区大区旺代省，该省份为法国西部沿海省份，北起大西洋卢瓦尔省和曼恩-卢瓦尔省，西临大西洋，南至滨海夏朗德省，东部及东南部与德塞夫勒省接壤。
与谢村接壤的市镇（或旧市镇、城区）包括：欧宰、枫丹、丰特奈勒孔特、蒙特勒伊、勒普瓦雷叙韦吕尔、韦吕尔。
谢村的时区为UTC+01:00、UTC+02:00（夏令时）。

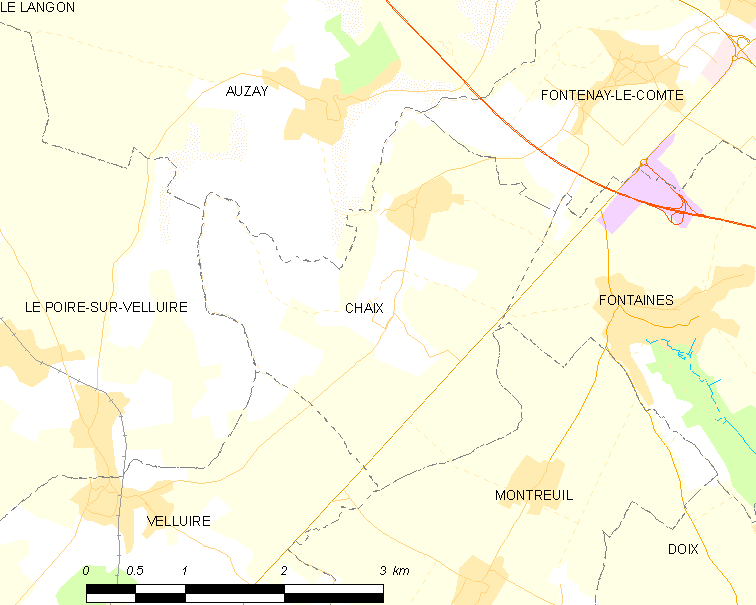
谢村的OSM定位图

## 行政
谢村的邮政编码为85200，INSEE市镇编码为85044。

## 政治
谢村所属的省级选区为丰特奈勒孔特县。

## 人口

1962-2008年间谢村人口变化图示

谢村于2018年1月1日时的人口数量为471人。